# Codeïna
La codeïna (3-metilmorfina) és un alcaloide present de manera natural a l'opi. Es pot presentar bé en forma de cristalls inodors i incolors, o bé com una pols cristal·lina blanca. L'origen del seu nom és la paraula francesa codéine que ve del grec «cap de cascall». La codeïna és un calmant semblant a la morfina, però molt menys potent i amb petits efectes sedants. Es pot prendre en forma de comprimits, o per via injectada. També presenta efectes antitusígens. És útil per alleujar dolors moderats i té molts menys riscs que la morfina de provocar dependència o efectes tòxics. Si s'instaura l'addicció, per culpa de la presa prolongada de dosis altes, la síndrome d'abstinència resultant és menys greu.
Gran part de la codeïna utilitzada amb finalitats mèdiques s'obté per metilació de la morfina. Dotze vegades menys potent que la morfina, s'utilitza també en combinació amb altres analgèsics no opioides, com l'àcid acetilsalicílic i el paracetamol. El 10 per cent de la població caucàsica no aconsegueix convertir la codeïna en morfina en el fetge, per defectes genètics.

## Equivalència
200 mg de codeïna per via oral i 130 mg de codeïna per via intramuscular equivalen a 10 mg de morfina intravenosa.

## Història
Els opiacis constitueixen un grup de fàrmacs que es caracteritzen per tenir afinitat selectiva pels receptors opioides, induint analgèsia sobre el sistema nerviós central i altres efectes adjacents. El principal representant d'aquest grup és la morfina, un alcaloide extret del cascall.
L'opi, extret del suc d'aquesta pàpula, conté encara altres composts com codeïna, tebaïna, papaverina o noscapina. Va ser introduït a la Gran Bretanya a finals del segle xvii amb una component social, ja que causava estats eufòrics. Es prenia habitualment per via oral en la forma de tintura de làudan, i va ser un símbol aristocràtic fins a mitjan segle xx. La dependència es va fer més preocupant amb l'administració endovenosa. Però, havia estat utilitzat durant milers d'anys per a fins medicinals pels seu efectes analgèsic i somnífer, a més de prevenir la diarrea.
L'estructura de la morfina, va ser determinada el 1902 i des de llavors va ser possible la semisíntesi i síntesi d'altres composts anàlegs d'aquesta, entre ells la codeïna, que avui dia pot obtenir-se de dues formes, directament del cascall o sintèticament per metilació de la morfina.
En l'última dècada, la producció mundial de codeïna a partir de la morfina ha anat disminuint; de 329,99 tones obtingudes el 2016 va passar-se a 229,14 l'any 2020.
El 2001, el 44 per cent de la codeïna sintètica en el món es fabricava als Estats Units (29,6 tones) i al Regne Unit (24,4 tones).

## Usos clínics
La codeïna té diverses aplicacions. S'utilitza com analgèsic en cas de dolor moderat (altres opioides més forts, com la morfina, s'administren per a dolors intensos). També per combatre la tos quan no és causada per una infecció bacteriana, particularment la tos persistent i dolorosa, com en el càncer de pulmó. I és útil contra la diarrea.

## Mecanisme d'acció
És un agonista feble dels receptors opioides, especialment els de tipus mu del cervell i en el plexe mientèric. Es creu que la major part de l'eficàcia del seu efecte analgèsic és gràcies a la seva conversió en morfina (agonista del receptor opioide mu), que ocorre en el fetge.
L'efecte antitussigen és a causa dels seus efectes agonistes en el centre nerviós cerebral de control de la tos, que queda deprimit. L'efecte analgèsic ocorre per mimetisme en els receptors opioides de l'acció de les endorfines endògenes de control del dolor.
L'estrenyiment que causa es deu a l'acció en els receptors opioides en les cèl·lules de l'intestí.

## Efectes d'utilitat clínica
És analgèsic, és a dir, redueix la percepció del dolor. Causa estrenyiment perquè en actuar en el sistema nerviós entèric redueix la motilitat intestinal. Suprimeix la tos, però aquest efecte pot ser perillós si els agents irritants són perillosos, com en el cas de tos causada per infecció bacteriana o per productes corrosius.

## Efectes adversos
La codeïna pot causar alguns efectes adversos entre els quals: nàusees, vòmits; restrenyiment; somnolència; miosi; xerostomia; prurit; confusió i sedació; al·lucinacions i dificultat de respiració. Pot crear dependència i ser feta servir com a droga, tot i que molt menys sovint que altres opioides. La seva retirada abrupta pot causar reaccions relativament fortes en l'organisme, com dolors abdominals i rampes seguides de vòmits i pressió en el ventre.

## Contraindicacions
Està contraindicada en pacients amb al·lèrgia a la codeïna, en la mainada de menys de dotze anys, en persones amb asma no tractada o descontrolada, amb alteracions respiratòries greus, atacs d'asma freqüents o hiperventilació, o en el cas d'obstrucció intestinal.